# Roman Kaliský
Roman Kaliský (23. září 1922 Slovenská Ľupča – 8. listopadu 2015) byl slovenský a československý spisovatel, dramatik, publicista a politik. V poválečné době byl členem Demokratické strany. Po únorovém převratu v roce 1948 jedním z funkcionářů Strany slovenské obrody, která byla loajálním spojencem komunistického režimu. Zasedal za ni v Národním shromáždění republiky Československé. Po roce 1968 politicky pronásledován, po roce 1989 opětovně aktivní ve veřejném a politickém životě.

## Biografie
V letech 1936–1943 vystudoval gymnázium v Banské Bystrici a v Liptovském Svätém Mikuláši. Pak studoval chemické inženýrství na Slovenské vysoké škole technické v Bratislavě, ale studia nedokončil. V roce 1944 se účastnil Slovenského národního povstání. Po válce v letech 1946–1948 pracoval jako redaktor deníku Práca.
Během únorového převratu patřil mezi hlavní postavy Strany slovenské obrody, která vznikla transformací prokomunistické frakce Demokratické strany. Strana slovenské obrody sice byla oficiálně deklarována jako loajální spojenec KSČ a nového režimu, ale její špičky přesto neunikly podezření komunistů. To se týkalo zejména Milana Poláka, který v rámci strany vedl spory s křídlem okolo Jána Ševčíka. Státní bezpečnost ve svém hlášení označovala Ševčíkovu frakci za skutečně loajální vůči státu a KSČ, zatímco Poláka a jemu blízké považovala za skryté stoupence Jozefa Lettricha. Polák měl být dokonce dohodnut s Lettrichem, že zůstane na Slovensku. Do Polákovy frakce byl počítán i Roman Kaliský. Ve straně zastával post šéfredaktora stranického tiskového orgánu Ľud (v této funkci působil v letech 1948–1953). V hlášení StB se o něm píše: „I když se zdá, že píše v duchu lidovědemokratickém, naladěný je protikomunisticky a v kruhu svých straníků se s tím ani netají.“
V letech 1948–1954 byl poslancem Slovenské národní rady. Ve volbách v roce 1954 byl zvolen do Národního shromáždění za Stranu slovenské obrody ve volebním obvodu Bratislava I. V parlamentu setrval až do konce funkčního období, tedy do voleb v roce 1960.
K roku 1954 se profesně uvádí jako dramaturg Československého státního filmu. V letech 1953–1956 zastával post dramaturga Slovenského filmu, od roku 1956 do roku 1968 byl redaktorem listu Kultúrny život, v letech 1968–1970 pak pracoval pro Slovenskou televizi. Roku 1963 na 3. sjezdu Svazu československých spisovatelů přednesl projev, ve kterém upozornil, že stalinismus na Slovensku a pro Slováky znamenal kromě českých zemí i trvalý strach z možného obvinění z buržoazního nacionalismu jen kvůli faktu, že byli Slováky. V 60. letech se zapojil i do dalších politických diskuzí. V letech 1966–1967 například Kaliský a Juraj Fabian vedli polemiku s Eduardem Frišem a Zorou Jesenskou ohledně hodnocení válečného slovenského štátu. Kaliský a Fabian naznačovali, že válečný slovenský štát měl jistou pozitivní roli při ochraně Slováků před maďarskou expanzí. Zároveň odmítal idealizaci první československé republiky, kritizoval čechoslovakismus a státoprávní postoje Edvarda Beneše. Historik Jan Rychlík hodnotí tehdejší Kaliského argumentaci jako nelišící se od ľudácké, respektive exilové neoľudácké rétoriky.
Po invazi vojsk Varšavské smlouvy do Československa za normalizace byl politicky pronásledovaný.
Po sametové revoluci se stal ředitelem Slovenské televize. Odtud přešel na post redaktora a zástupce šéfredaktora listu Slovenské národné noviny, později do listu Literárny týždenník. V roce 1993 působil jako zástupce šéfredaktora deníku Republika, v letech 1993–1994 byl úředníkem Kanceláře prezidenta Slovenské republiky. Od roku 1994 byl v penzi.

## Mimořádná cena Matice slovenské

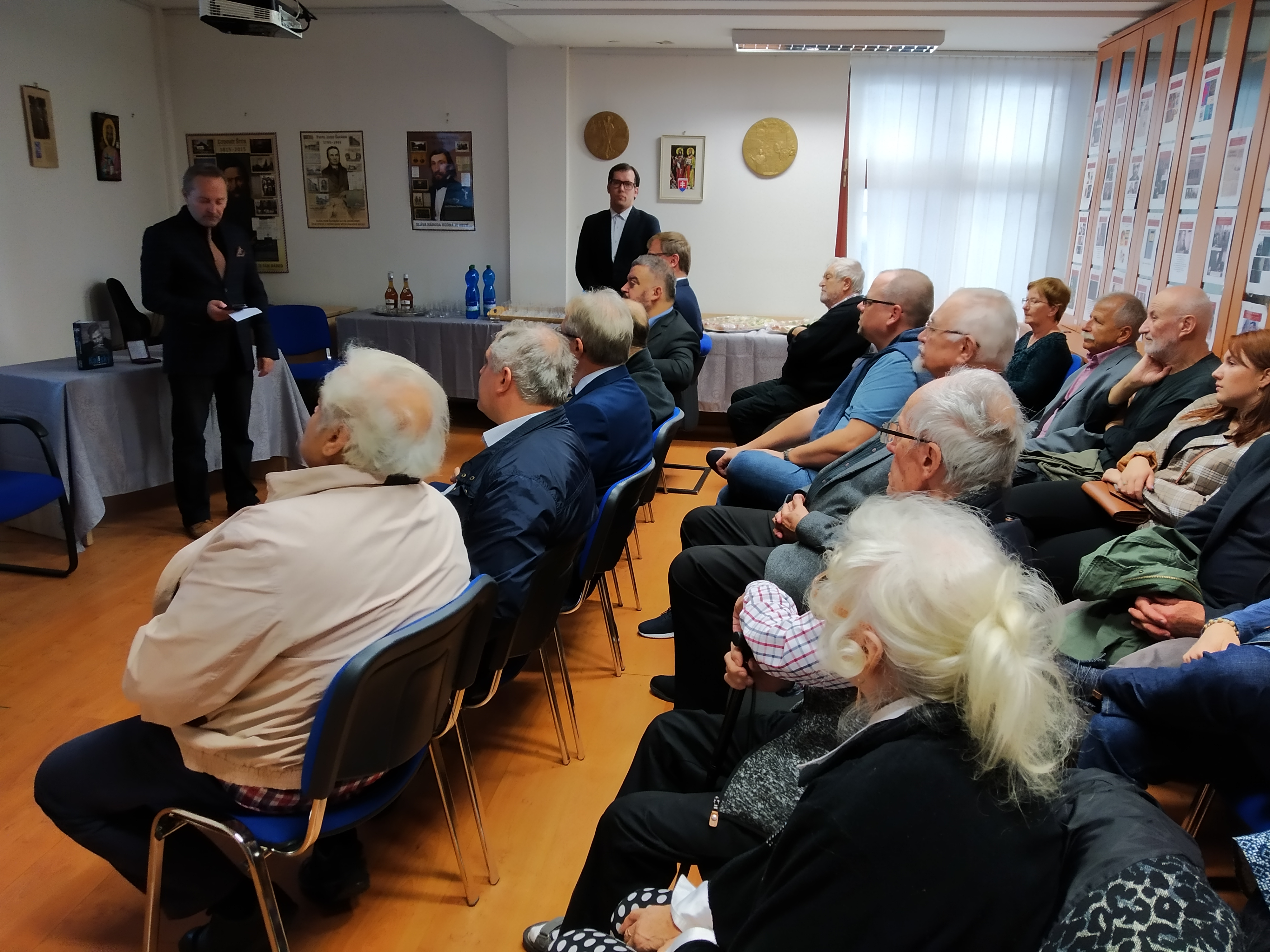
Spomínková událost Matice slovenské

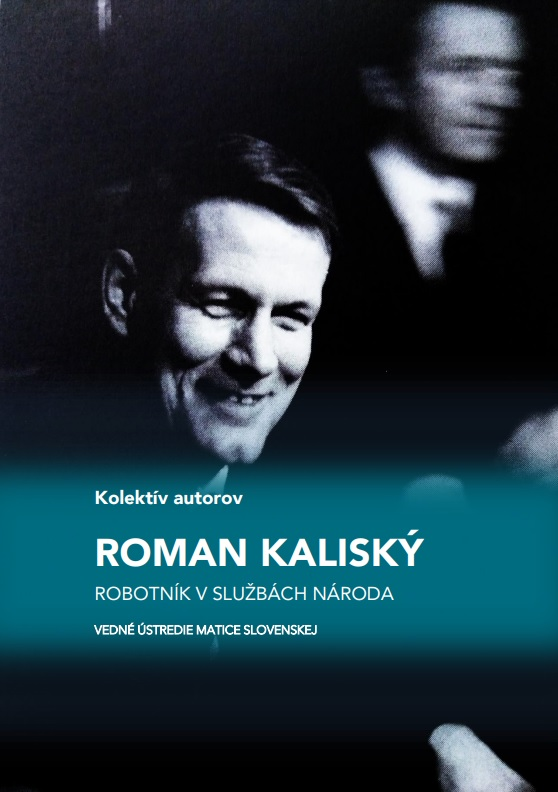
Roman Kaliský, dělník ve službách národa (e-kniha, Matice slovenská, 2022)

Matice slovenská uspořádala při příležitosti stoleté Romana Kaliského vzpomínkové kolokvium v prostorách Matice slovenské v Bratislavě. Inicioval ho správce Matice slovenské a šéfredaktor Slovenských národních novin Maroš Smolec, jehož otec Ján Smolec přímo spolupracoval s Romanem Kaliským. Akce se zúčastnila i dcera Romana Kaliského Gabriela Kaliská, dramaturgička a bývalá poslankyně NR SR, která převzala z rukou předsedy Matice slovenské Mariána Gešpera Mimořádnou cenu Matice slovenské in memoriam pro Romana Kaliského. Akce se dále zúčastnily takové osobnosti jako kulturolog Vincent Šabík, politologové Eduard Chmelár a Roman Michelko, architektka Marta Kropiláková, bývalý diplomat a velvyslanec Marián Servátka, sociolog a nadšenec historie Jozef Schwarz, básník Jozef Čertík, Pavel Fabian, Lukáš Perný, Radoslav Žgrada, spisovatelé Dušan Mikolaj, Pavol Dinka a jiní. Z akce vyšla e-kniha ROMAN KALISKÝ, dělník ve službách národa.

## Dílo
- Dlhá cesta (1961)
- Obžalovaný, vstaňte! (1963)
- Konfrontácia (1969, spoluautor)
- Koniec a začiatok (1968)
- Na poslednom úseku (1997)